# Dean Benjamin McLaughlin
Dean Benjamin McLaughlin (* 25. Oktober 1901 in Brooklyn, New York; † 8. Dezember 1965 in Ann Arbor, Michigan) war ein US-amerikanischer Astronom. 
McLaughlin war Professor für Astronomie an der University of Michigan. 1954 stellte er die Theorie auf, dass es auf dem Mars Vulkane gebe, deren Eruptionen für die Kraterlandschaften verantwortlich seien. Ein Marskrater und ein Mondkrater wurden nach ihm benannt, ebenso der Asteroid (2024) McLaughlin.
McLaughlin ist einer der Namensgeber des Rossiter-McLaughlin-Effekts und der Vater des Science-Fiction-Autors Dean Benjamin McLaughlin, Jr.